# إيدا إي. وودز
إيدا إي. وودز (بالإنجليزية: Ida E. Woods)‏ هي عالمة فلك أمريكية، ولدت في 15 سبتمبر 1870 في ناتيك في الولايات المتحدة، وتوفي بنفس المكان في 4 أكتوبر 1940.